# Bephratelloides
Bephratelloides is een geslacht van vliesvleugeligen uit de familie Eurytomidae. De wetenschappelijke naam van dit geslacht is voor het eerst geldig gepubliceerd in 1913 door Girault.

## Soorten
Het geslacht Bephratelloides omvat de volgende soorten:
- Bephratelloides ablusus Grissell & Foster, 1996
- Bephratelloides cubensis (Ashmead, 1894)
- Bephratelloides limai (Bondar, 1928)
- Bephratelloides melleus (Westwood, 1874)
- Bephratelloides paraguayensis (Crawford, 1911)
- Bephratelloides petiolatus Grissell & Schauff, 1990
- Bephratelloides pomorum (Fabricius, 1804)